# Cyornis pallipes
Cyornis pallipes là một loài chim trong họ Muscicapidae.